# Řády, vyznamenání a medaile Guatemaly

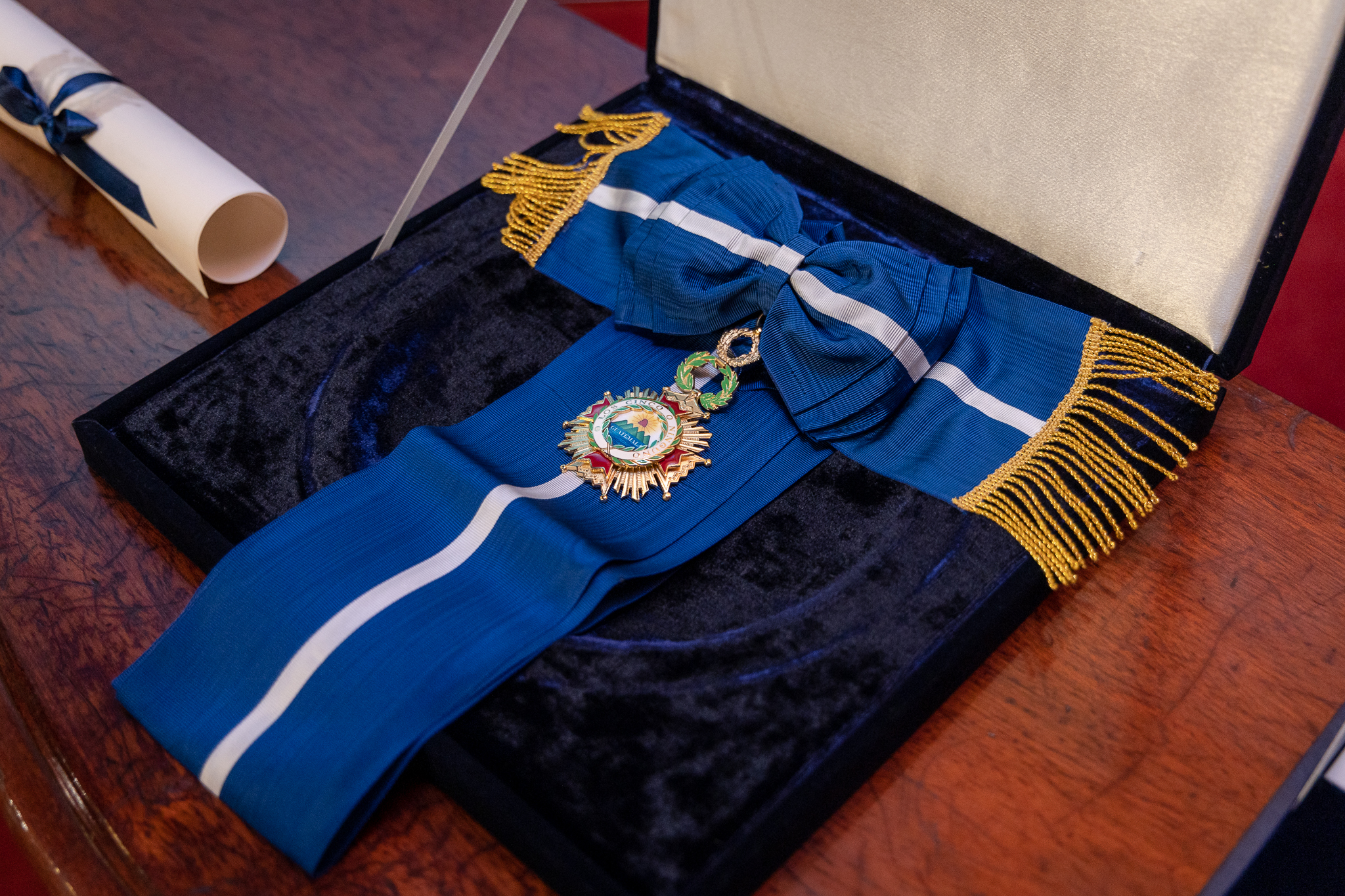
Řád pěti sopek

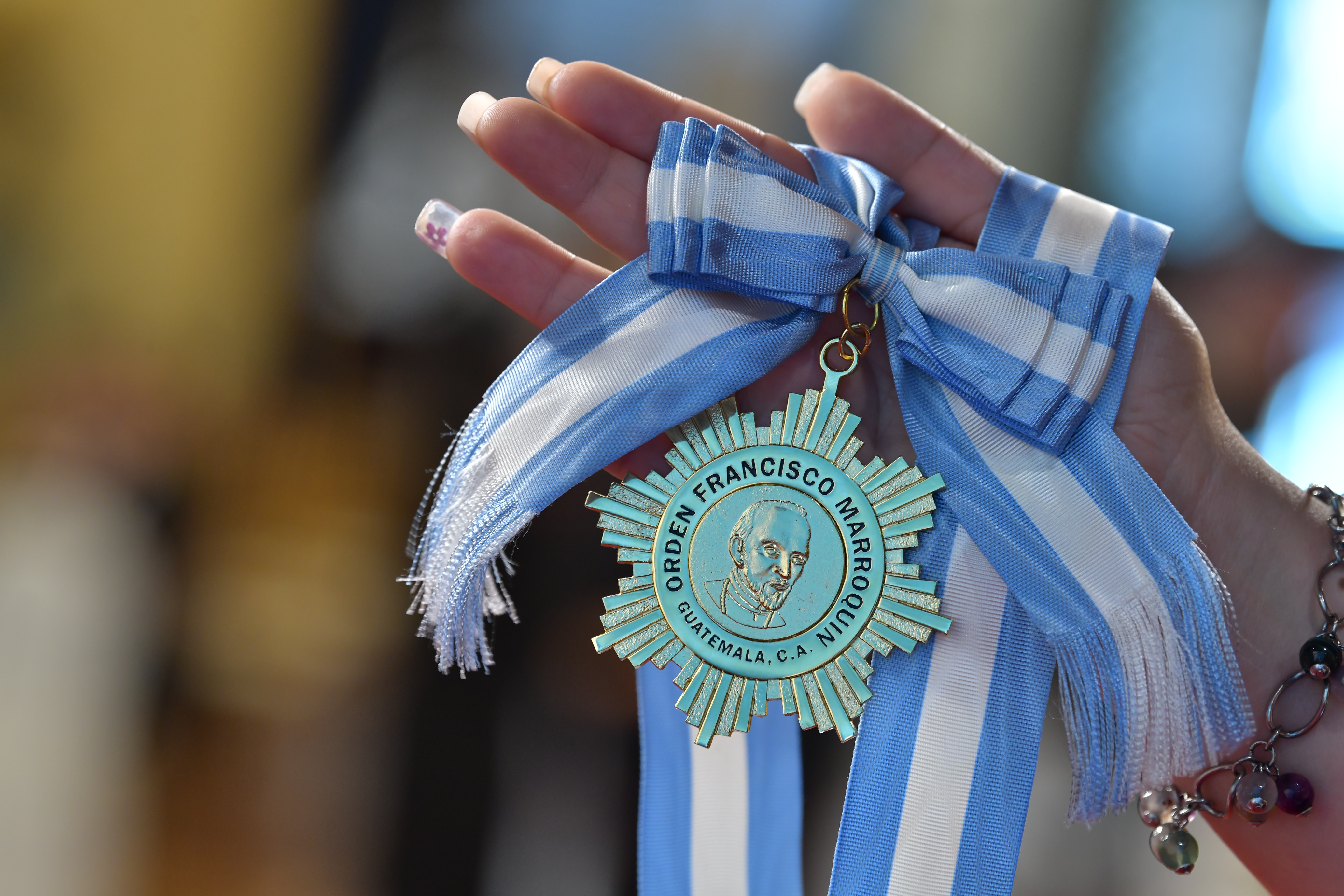
Národní řád Francisca Marroquína

Státní vyznamenání Guatemaly zahrnují následující řády a medaile:

## Prezident a Viceprezident Guatemaly
- Řád Quetzala (Orden del Quetzal) byl založen roku 1936 Jorgem Ubicou Castañedou. Udílen je občanům Guatemaly a cizím státním příslušníkům za zásluhy v umělecké, občanské, charitativní či vědecké oblasti.[1][2]
- Prezidentská medaile republiky (Medalla Presidencial de la Repúbolica)
- Prezidentský řád (Orden Presidencial) byl založen 20. února 1992. Udílen je občanům Guatemaly i cizím státním příslušníkům za jejich přínos v oblasti vzdělávání, kultury, rozvoje a dalších oblastech lidské činnosti, které vedly k rozvoji Guatemaly.[3]
- Medaile viceprezidenta republiky (Medalla Vicepresidencial de la República)
- Řád viceprezidenta (Orden Vicepresidencial)[4]

## Ministerstvo zahraničních věcí
- Řád Antonia José de Irisarri (Orden Antonio José de Irisarri) byl založen roku 1973. Udílen je občanům Guatemaly i cizím státním příslušníkům za zásluhy v mezinárodních vztazích či za přínos k boji o nezávislost a svrchovanost národů.[5][6]
- Řád pěti sopek (Orden de los Cinco Volcanes) byl založen 25. března 1961. Udílen je za práci ve prospěch unie Střední Ameriky.[7][8]
- Řád Dolores Bedoya de Molina (Orden Dolores Bedoya de Molina) byl založen v roce 1983 během faktické vlády generála Efraína Ríose Montta. Udílen je občankám Guatemaly i cizím státním příslušnicím za významný přínos k rozvoji Guatemaly.[9]
- Řád za zásluhy za vynikající služby (Orden al Mérito por servicios distinguidos)

## Ministerstvo vnitra
- Řád za zásluhy Národní civilní policie (Orden al Mérito de la Policía Nacional Civil)

## Ministerstvo obrany
- Kříž guatemalské armády (Cruz del Ejército de Guatemala)
- Kříž za vojenské zásluhy (Cruz del Mérito Militar) byl založen roku 1947. Udílen je ve třech třídách příslušníkům ozbrojených sil za službu, která převýšila jejich běžné povinnosti.[10]
- Kříž za vynikající službu (Cruz de Servicios Distinguidos) byl založen 24. června 1982. Udílen je za výjimečné zásluhy při výkonu svých služebních povinností, které přispěly k rozvoji země či armády.[11]
- Kříž síly (Cruz de Fuerza)
- Medaile za intelektuální zásluhy (Medalla de Mérito Intelectual)
- Medaile za akademické zásluhy (Medalla de Mérito Académico)
- Vyznamenání za věrnost ve službě (Constancia en el Servicio)
- Vyznamenání za důsledné chování (Constancia en la conducta)
- Vyznamenání za vojenský sport (Constancia militar deportiva)
- Řád bílé jeptišky (Orden Monja Blanca) byl založen 24. června 1982. Udílen je občanům Guatemaly i cizím státním příslušníkům za jejich morální hodnoty, jako je bratrství, lidskost, přátelství a loajalita k vlasti a armádě.[12]
- Posmrtný řád (Orden Póstuma)
- Vynikající řád Zlatý dub (Orden distintivo Roble de Oro)
- Odznak bojovníka (Placa de Combatiente)
- Prezidentská citace (Placa de Citación Presidencial) je udílen za vynikající službu osobám, které významně přispěly k dobru společnosti či ke státním zájmům.

## Ministerstvo školství
- Národní řád Francisca Marroquina (Orden Nacional Francisco Marroquín) byl založen 17. června 1963 . Udílen je guatemalským pedagogům, kteří se významně zasloužili o vzdělávání. Udílen je každoročně na Den učitelů 25. června.[13][14]
- Pedagogický řád Dr. Juana José Arévala Bermejy (Orden Pedagógica Dr. Juan José Arévalo Bermejo) byl založen 1. dubna 2002. Udílen je národním i mezinárodním institucím s vynikajícími zásluhami v oblasti rozvoje vzdělávání a vědy.[15]
- Řád María Chinchilla Recinos (Orden María Chinchilla Recinos)
- Řád ministerstva školství (Orden del Ministerio de Educación)
- Národní řád Ulises Rojas (Orden Nacional Ulises Rojas) byl založen roku 1975. Udílen je za rozvoj zemědělství a venkova. Udílen je v pěti třídách (řetěz, velkokříž, velkodůstojník, komtur a důstojník). Pojmenován je po významném guatemalském botanikovi jménem Ulises Rojas Bendfeldt.[16]

## Ministerstvo veřejného zdravotnictví a sociální pomoci
- Národní řád Pedra de San José Bethancourta (Orden Nacional Pedro de San José Bethancourt) byl založen roku 1958.
- Národní řád Rodolfa Roblese (Orden Nacional Rodolfo Robles) byl založen 2. prosince 1955. Udílen je za mimořádné zásluhy v oblasti zdravotnictví. Udílen je v pěti třídách (řetěz, velkokříž, velkodůstojník, komtur a důstojník). Pojmenován je po guatemalském lékaři a filantropistovi Rodolfovi Roblesovi.[17]

## Ministerstvo kultury a sportu
- Řád Rafaela Álvareze Ovalleho (Orden Rafael Álvarez Ovalle)
- Řád Marthy Bolaños de Prado (Orden Martha Bolaños de Prado) je udílena jednotlivcům i institucím za významný přínos v oblasti hudby, divadla a za výuku dětí.[18]
- Národní řád kulturního dědictví Guatemaly (Orden Nacional del Patrimonio Cultural de Guatemala)
- Řád Ixmukané (Orden Ixmukané)
- Medaile míru (Medalla de la Paz)
- Národní literární cena Miguela Ángela Asturiase (Premio Nacional de Literatura Miguel Ángel Asturias) byla založena roku 1988.[19]

## Zákonodárná moc
- Řád Suverénního národního kongresu (Orden del Soberano Congreso Nacional)

## Soudní moc
- Řád soudního odvětí Guatemaly (Orden del Poder Judicial de Guatemala)